# Colias leechi
Colias leechi is een vlindersoort uit de familie van de Pieridae (witjes), onderfamilie Coliadinae.
Colias leechi werd in 1893 beschreven door Grum Grshimaïlo.